# Кінотеатр на 600 місць архітектора Якшина
Проєкт двозального кінотеатру на 600 місць був розроблений архітектором С. І. Якшиним у 1940-і роки і перші будівлі були відкриті в 1949. До 1960-х років кінотеатри за проєктом побудовані в Росії, Україні та Латвії.

## Характеристика
Прямокутна будівля розмірами 26×31 м. Корисна площа 1333 м². Головна фасада з 8-колонним портиком коринтського ордера, в пізніших варіянтах по дві крайні колони замінені однією прямокутною. Посередині портика в три вікна шириною арка-склепіння.

## Галерея

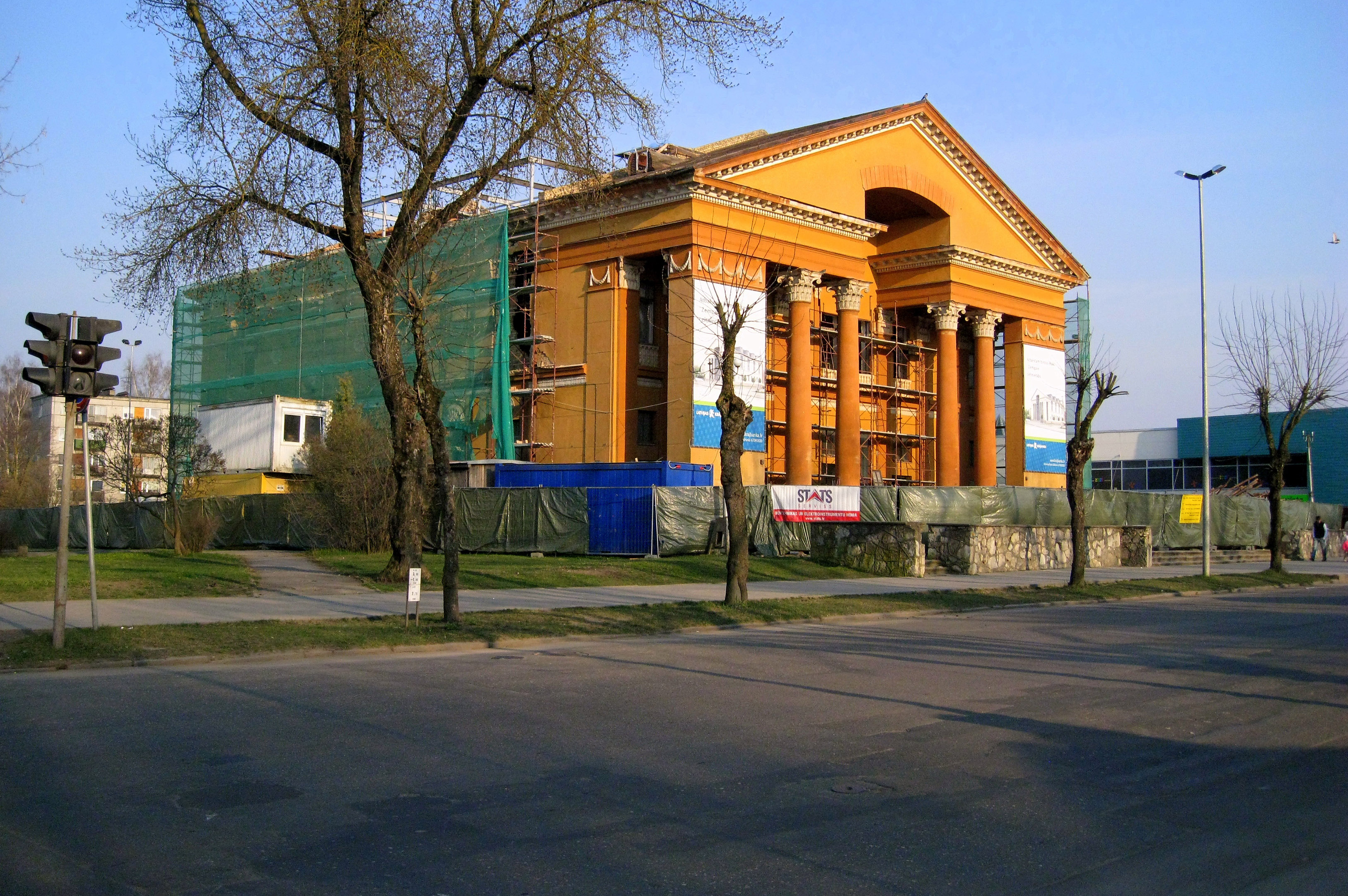
Латвія, Єлгава, колишній кінотеатр «Єлгава», 1954, нині бізнес-центр «Земгале»
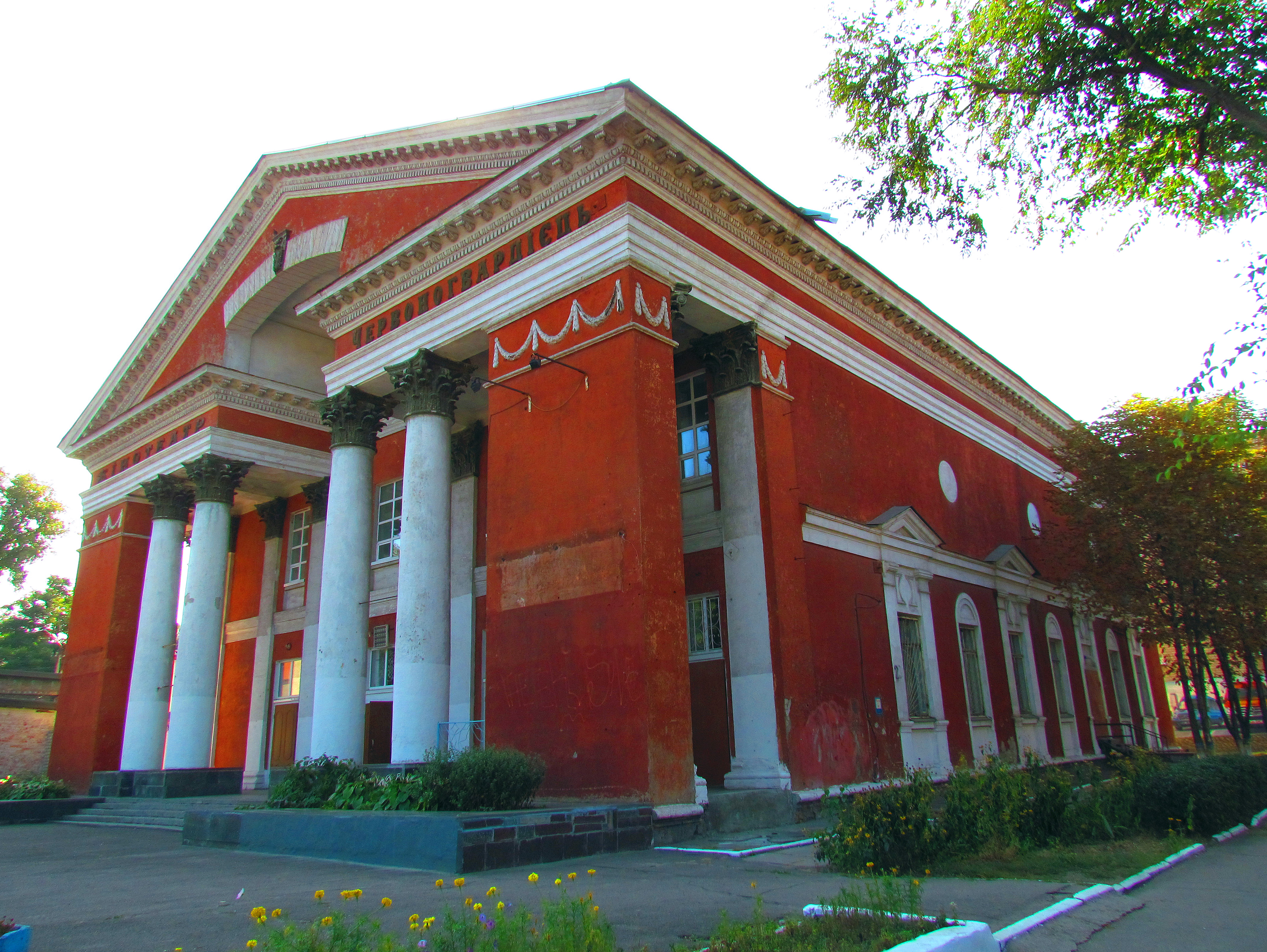
Дніпровський будинок мистецтв, колишній кінотеатр «Червоногвардієць», 1957
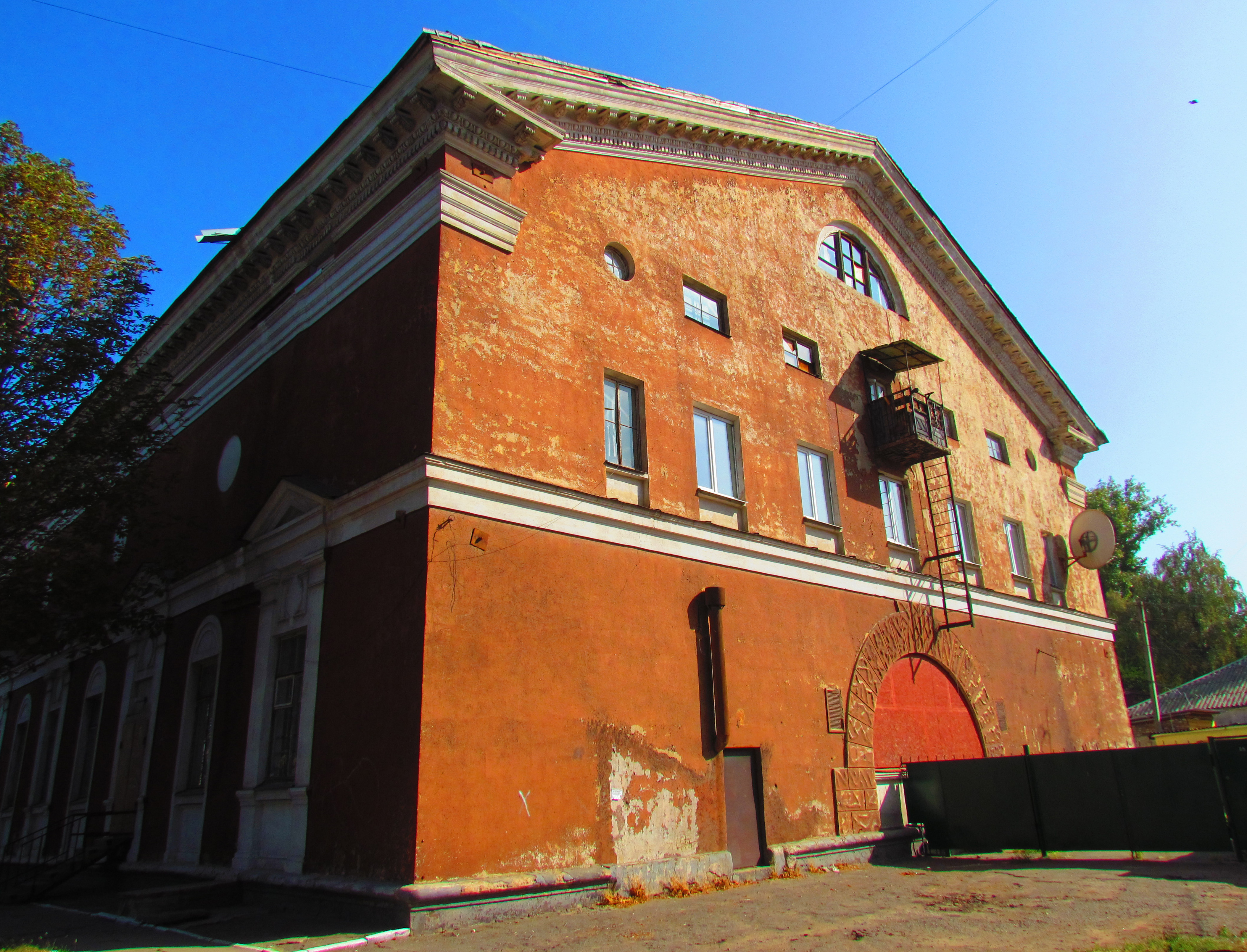
Дніпровський будинок мистецтв, колишній кінотеатр «Червоногвардієць», 1957
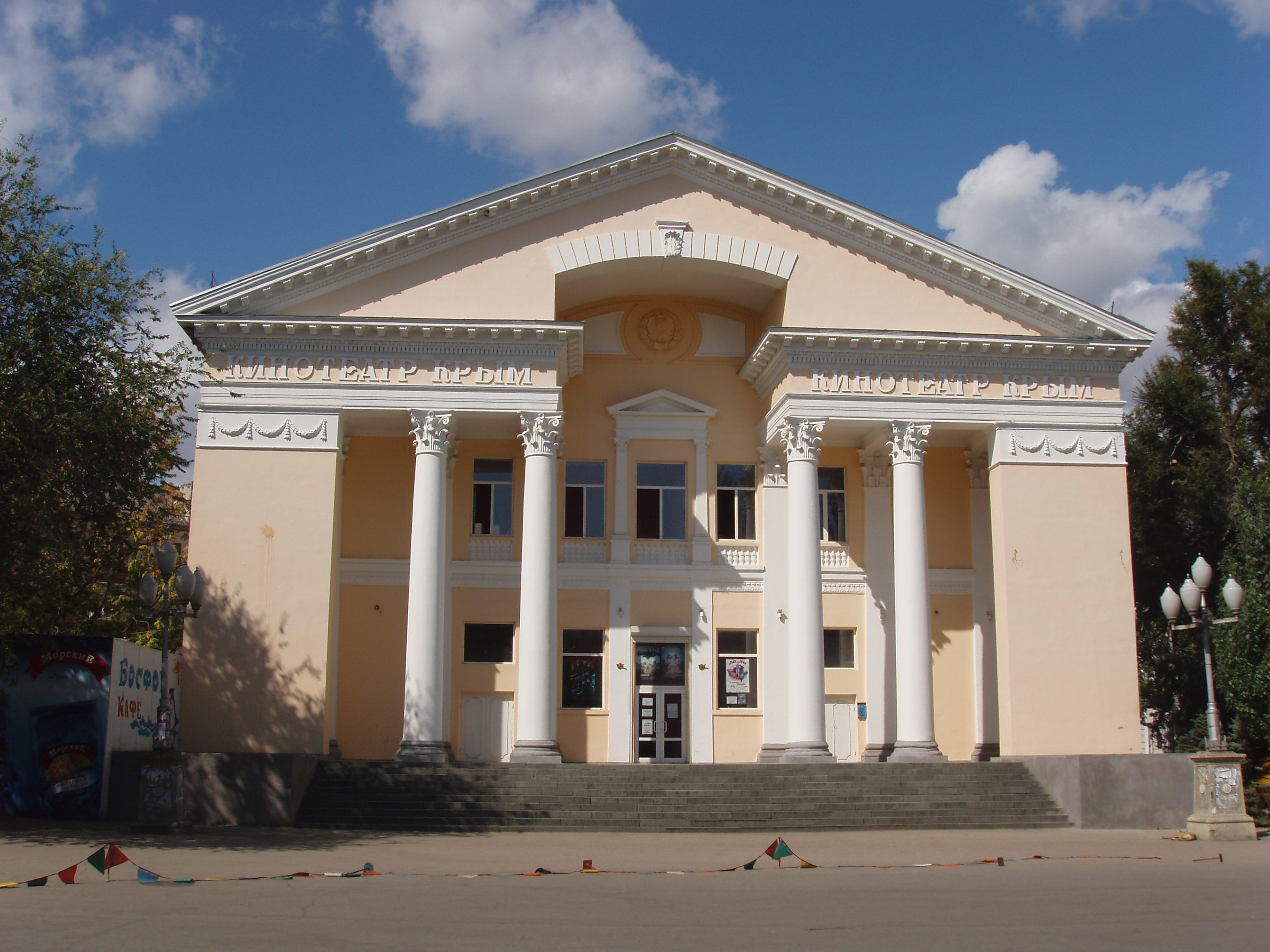
Феодосія, кінотеатр «Крим», 1959
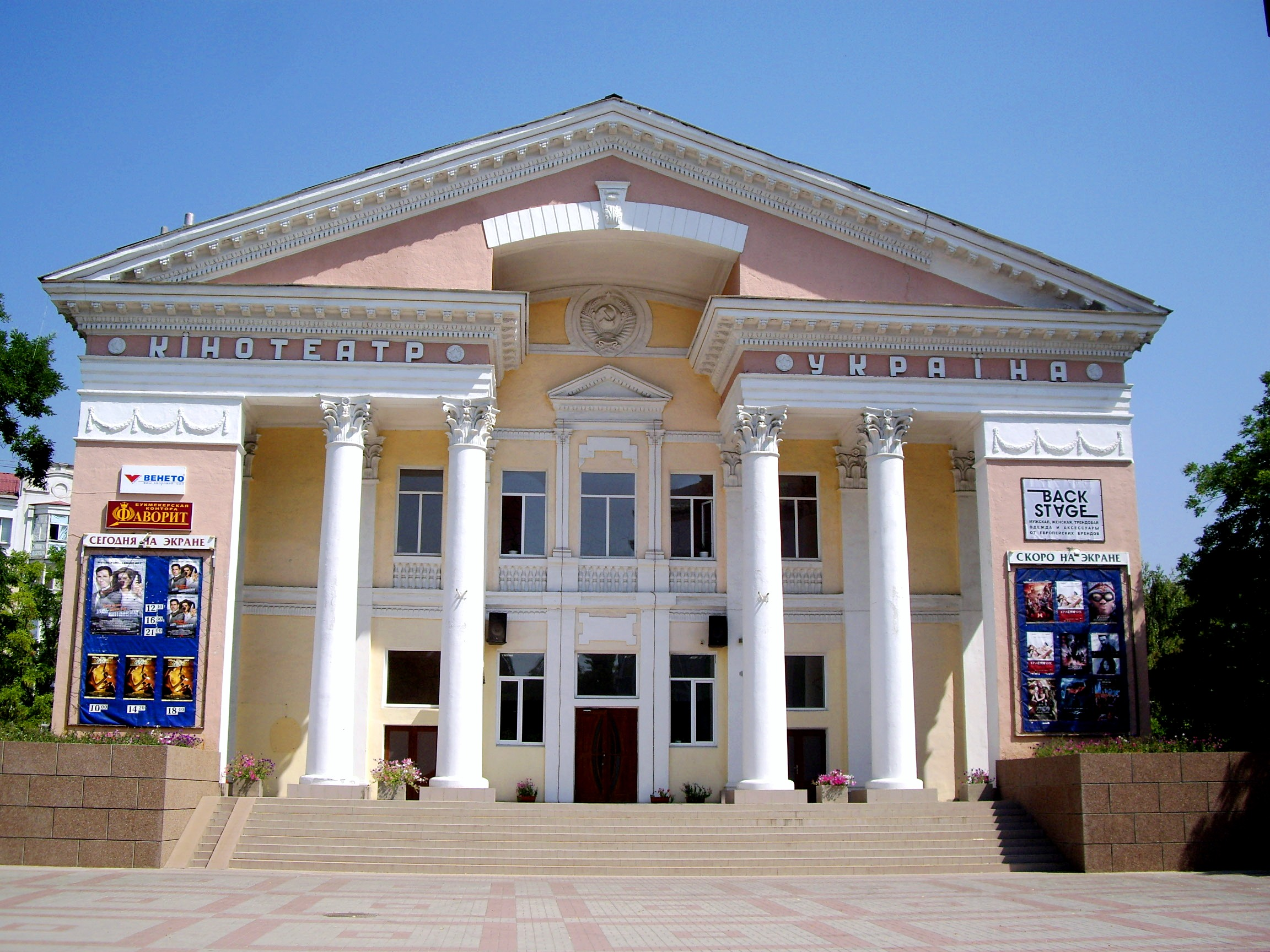
Керч, кінотеатр «Україна», 1960
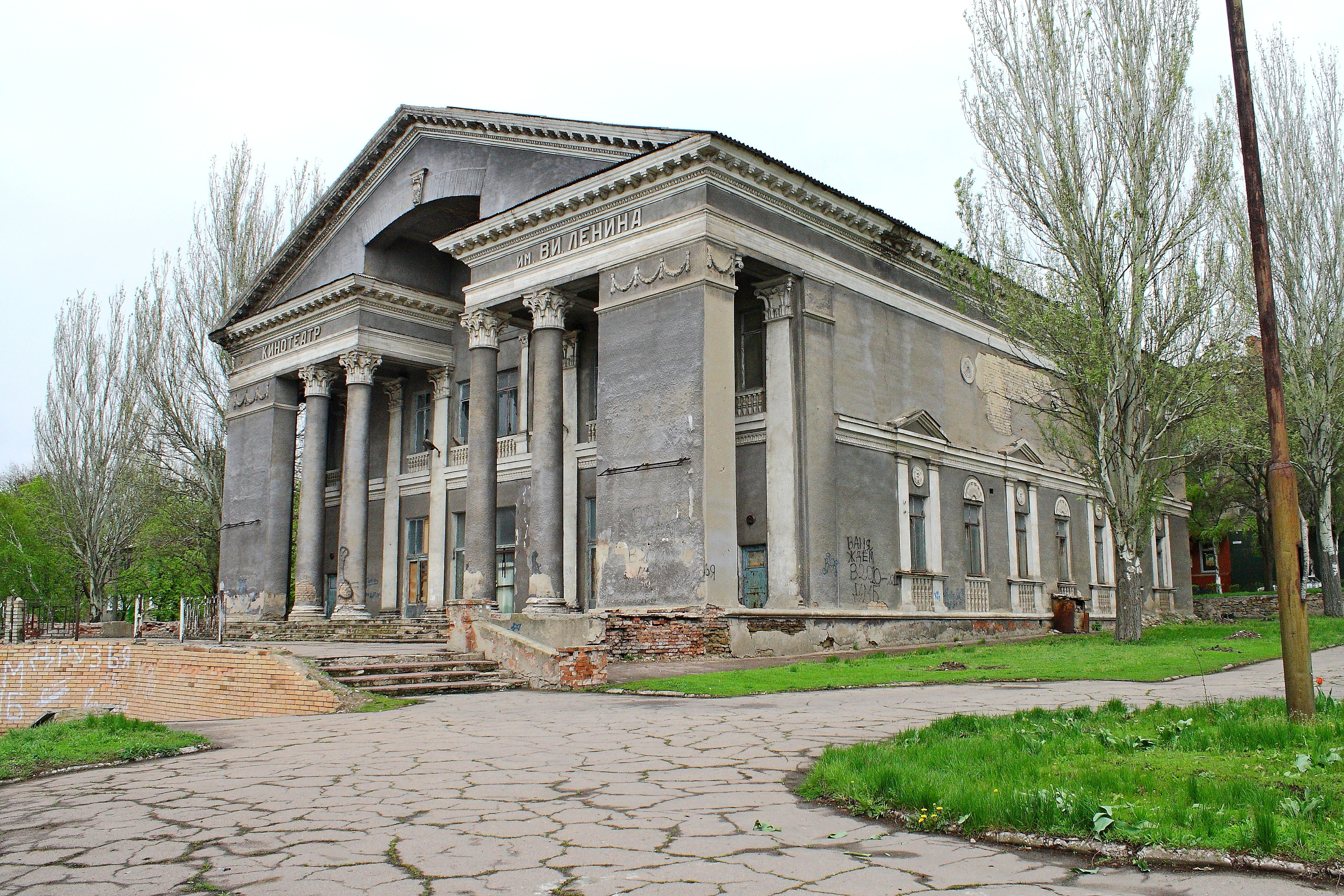
Костянтинівка, колишній кінотеатр ім. Леніна, 1960, архітектор прив'язки Є. О. Лимар
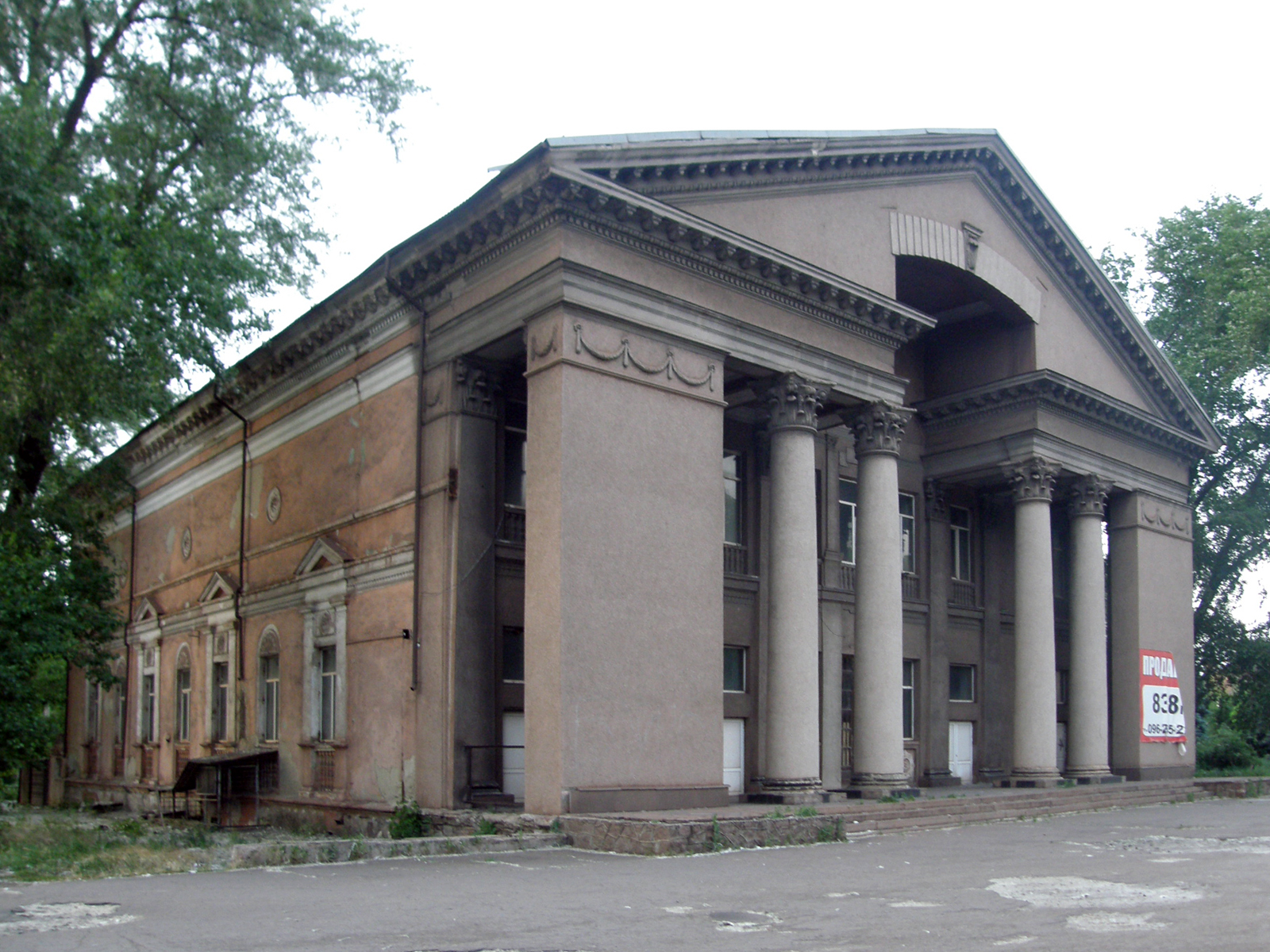
Кривий Ріг, колишній кінотеатр «Родіна»
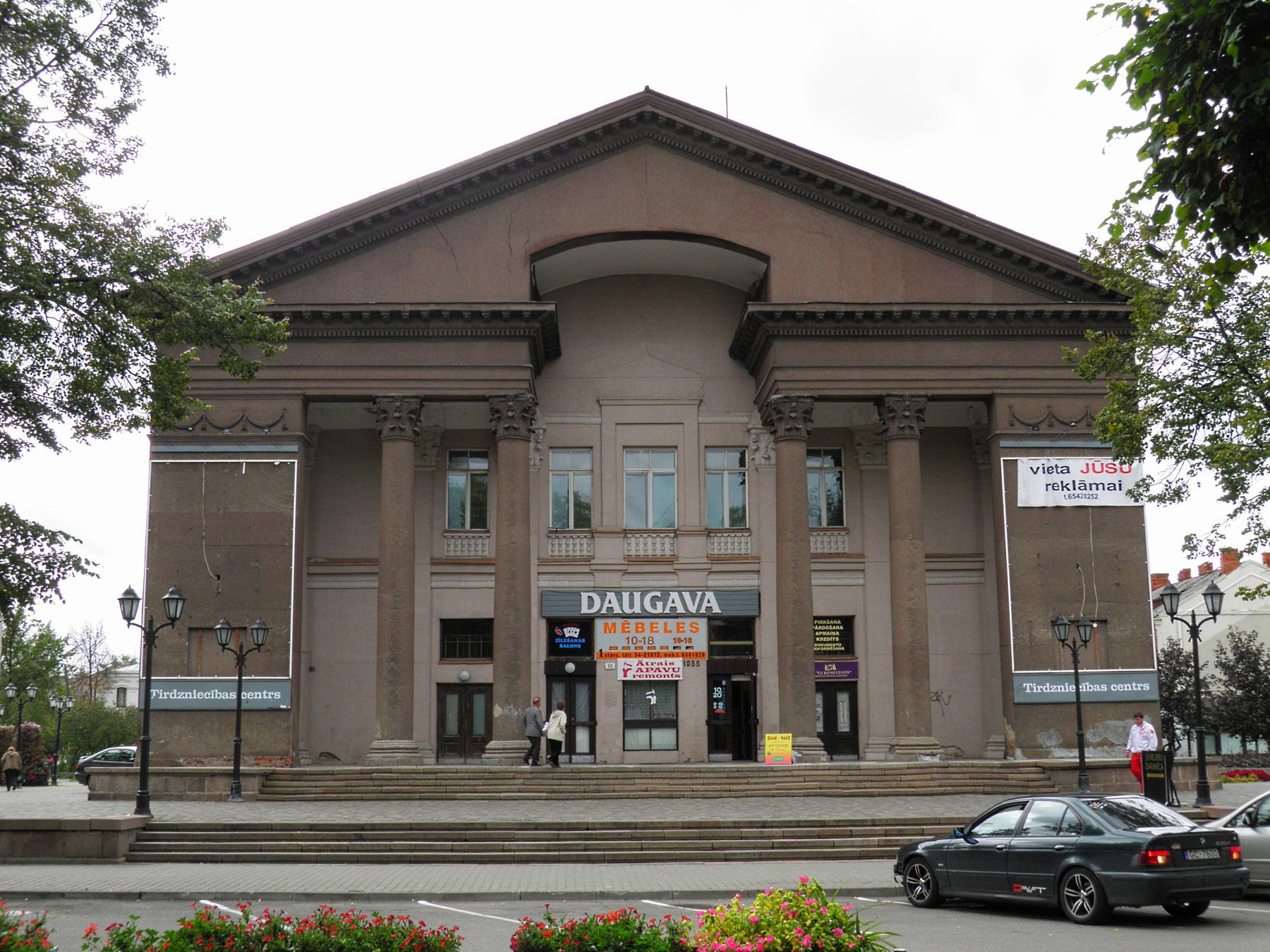
Латвія, Даугавпілс, колишній кінотеатр «Даугава», нині торговельний центр